# Heinrich Dipper (Pfarrer)
Heinrich Gottlob Dipper (* 2. Juni 1868 in Widdern; † 29. Oktober 1945 in Stuttgart) war ein deutscher Theologe, der als lutherischer Pfarrer in Stuttgart und Direktor der Basler Mission wirkte.

## Familie
Dipper kam als Sohn des Lehrers Heinrich Dipper und seiner Ehefrau Dorothea, geb. Leonhardt, zur Welt und wuchs in Stuttgart auf. Unter seinen Geschwistern waren Eugen Dipper, Lehrer am Missionshaus der Basler Mission und Stadtpfarrer an der Martinskirche in Stuttgart, sowie Edmund Dipper, Arzt und Hochschullehrer in Peking.
Er heiratete 1899 in Stuttgart Klara, geb. Lechler. Das Ehepaar hatte drei Kinder, darunter den späteren Verwaltungsjuristen Heinrich Dipper.

## Lebenslauf
Nach dem Studium der Theologie von 1886 bis 1890 in Tübingen (Mitglied der Studentenverbindung Normannia),  wo er auch als Repetent tätig war, wurde Dipper zweiter Stadtpfarrer in Marbach. Dieses Amt hatte er von 1898 bis 1902 inne. Anschließend nahm er bis 1910 die Aufgaben des Pfarrers an der Stuttgarter Stiftskirche wahr.
Im Jahr 1910 wurde er als Nachfolger von Friedrich Würz Heimatinspektor der Basler Mission. 1913 wurde er zusätzlich mit dem für China zuständigen Inspektionsreferat betraut und zum Vizedirektor bestellt, um den erkrankten Direktor Theodor Oehler zu unterstützen. Das Missionskomitee wählte ihn 1915 zum Nachfolger des verstorbenen Direktors Oehler. Im Jahr 1926 trat er als Direktor der Basler Mission zurück. Sein Nachfolger wurde Karl Wilhelm Hartenstein. Die Universität Basel verlieh ihm 1927 das Ehrendoktorat der Theologie.
Von 1926 bis 1934 war Dipper erster Stadtpfarrer an der Leonhardskirche in Stuttgart. Anschließend zog er sich in den Ruhestand zurück.

## Veröffentlichungen (Auswahl)
- mit Adolf Schlatter, Ludwig Mühlhäuser: Sechste allgemeine süddeutsche christliche Studentenkonferenz in Freudenstadt. Pfingsten 1908. Verlag der Missionsbuchhandlung, Basel 1908.
- Abschiedspredigt, gehalten am 24. Juli 1910 in der Stiftskirche zu Stuttgart. Stuttgart 1910.
- Die hoffnungsvolle Lage der Frauenmission in der Gegenwart. In: Mitteilungen aus der Basler Frauenmission. Jg. 13, Nr. 2, März 1913, Verlag der Missionsbuchhandlung, Basel 1913, S. 21–23.
- Der Krieg und die Basler Mission. Verlag Scheufele, Stuttgart 1915.

## Auszeichnungen
1909: Silberne Karl-Olga-Medaille des Königreichs Württemberg